# Nicolas Catinat
Nicolas Catinat (1. září 1637 – 22. února 1712) byl francouzský vojevůdce a Maršál Francie za vlády Ludvíka XIV.

## Život
Catinat se narodil v Paříži 1. září 1637 jako syn úředníka. V raném věku vstoupil do Gardes Françaises a vynikl při obléhání Lille v roce 1667.
Deset let poté se stal brigadýrem, v roce 1680 postoupil do hodnosti maréchal de camp a generálporučíkem byl jmenován roku 1688. Sloužil s velkou ctí a uznáním v taženích v letech 1676–1678 ve Flandrech během francouzsko-nizozemské války a později byl zaměstnán pronásledováním Vaudois v roce 1686. Po účasti na obléhání Philippsburgu na počátku devítileté války byl povolán do čela francouzských oddílů na jihovýchodním bojišti tohoto konfliktu. Roku 1691 překročil hranice hrabství Nice a zabral města Nice a Villefranche.
Jeho vítězství nad vévodou savojským v bitvě u Staffardy v roce 1690 a v bitvě u Marsaglie v roce 1693 se zařazují mezi jeho nejvelkolepější úspěchy (vévoda savojský později opustil Velkou alianci a uzavřel s Ludvíkem XIV. mír smlouvou v Turíně 29. srpna 1696). Roku 1693 byl Catinat povýšen do hodnosti Maršála Francie.
Na počátku války o dědictví španělské byl Catinat postaven do čela vojenských operací v severní Itálii, ale příkazy francouzského dvora a slabost jemu podřízených sil mu bránila dosažení úspěchu. Vmanévrován do nevýhodné pozice Evženem Savojským utrpěl Catinat porážku v bitvě u Carpi a byl brzy poté nahrazen Maršálem Villeroyem. Jako Villeroyův zástupce byl druhým mužem ve velení při porážce francouzských sil uštědřené Evženovými císařskými v Bitva u Chiari. Catinat zemřel v Saint-Gratien roku 1712. Jeho paměti byly zveřejněny roku 1819.
Britský historik Geoffrey Treasure shrnuje své pojetí Catinata takto:
Catinat nebyl typický voják své doby. Svůj život začal jako právník, bez výhod získaných již od narození a prosadil se jen naprosto svými zásluhami. Byl opatrným generálem, svědomitým, pečlivým a šetřícím životy svých mužů, nepříliš ctižádostivým a měl v sobě něco z filosofa. Po svém neúspěchu na italském bojišti další války [i.e., Válka o dědictví španělské] se odebral na odpočinek na venkov a opečovával svou zahradu.